# 蛭ヶ岳
蛭ヶ岳（ひるがたけ）は丹沢山地中央部にある標高1,673 mの山。丹沢山地の最高峰であり神奈川県の最高峰でもある。神奈川県相模原市緑区と足柄上郡山北町の境界線上に位置し、丹沢大山国定公園に属す。別名、薬師岳や毘盧ヶ岳とも呼ばれる。

## 概要
丹沢山地では奥深くにある山であり、昭文社『山と高原地図』のコースタイムでは最も一般的な大倉からのルートでも6時間30分を要するとされている。そのため、どの登山口からも短時間で登れる山ではない。日帰り登山が可能なコースとして、国道413号の青根から東海自然歩道サブルート、または平丸（平丸バス停から蛭ヶ岳への標準タイム5時間00分は一般登山道では最速）から主脈に取付き、姫次、地蔵平、蛭ヶ岳と往復するコースや、塩水橋から天王寺尾根に取付き、丹沢山を経由して蛭ヶ岳へ登るコースなどがあるが、いずれも健脚者向きである。
天気が良ければ頂上から富士山や南アルプス、八ヶ岳、奥秩父などの山々を一望することができる。また八ヶ岳の裾野の脇に僅かながらも北アルプスの奥穂高岳を望める。南東に不動ノ峰 (1,614 m)、丹沢山 (1,567 m)、南西には臼ヶ岳 (1,460 m)、檜洞丸 (1,601 m) などの山が位置する。
1923年に発生した関東大震災後には山体一帯で表層崩壊が発生。蛭ヶ岳から檜洞丸にかけ植生が失われた白々とした姿は、丹沢山系一帯に及んだ被害を後世に伝える写真として残されている。1980年代からは、酸性雨の影響などで山頂付近のブナの立ち枯れが目立つようになった。

### 山名の由来
「この山に蛭（ヤマビル）が多いから」や「山の形が猟師のかぶる頭巾（ひる）に似ているから」など多くの説がある。

## 登山施設

### 蛭ヶ岳山荘
蛭ヶ岳の山頂（標高1,672 m地点）にある山小屋（住所は神奈川県相模原市緑区鳥屋3627-177）。1961年に開業した。NPO法人の北丹沢山岳センターが所有し、同法人の会員である蛭ヶ岳山荘委員会により運営されている。定員は41名、通年営業である。宿泊のほか休憩利用も可能で、それぞれ利用料金が設定されている。宿泊のための居室のほか、自炊場や売店が設置されている。なお、宿泊については予約が必要となっているほか、12月から3月の冬季のみ暖房費が別途必要である。

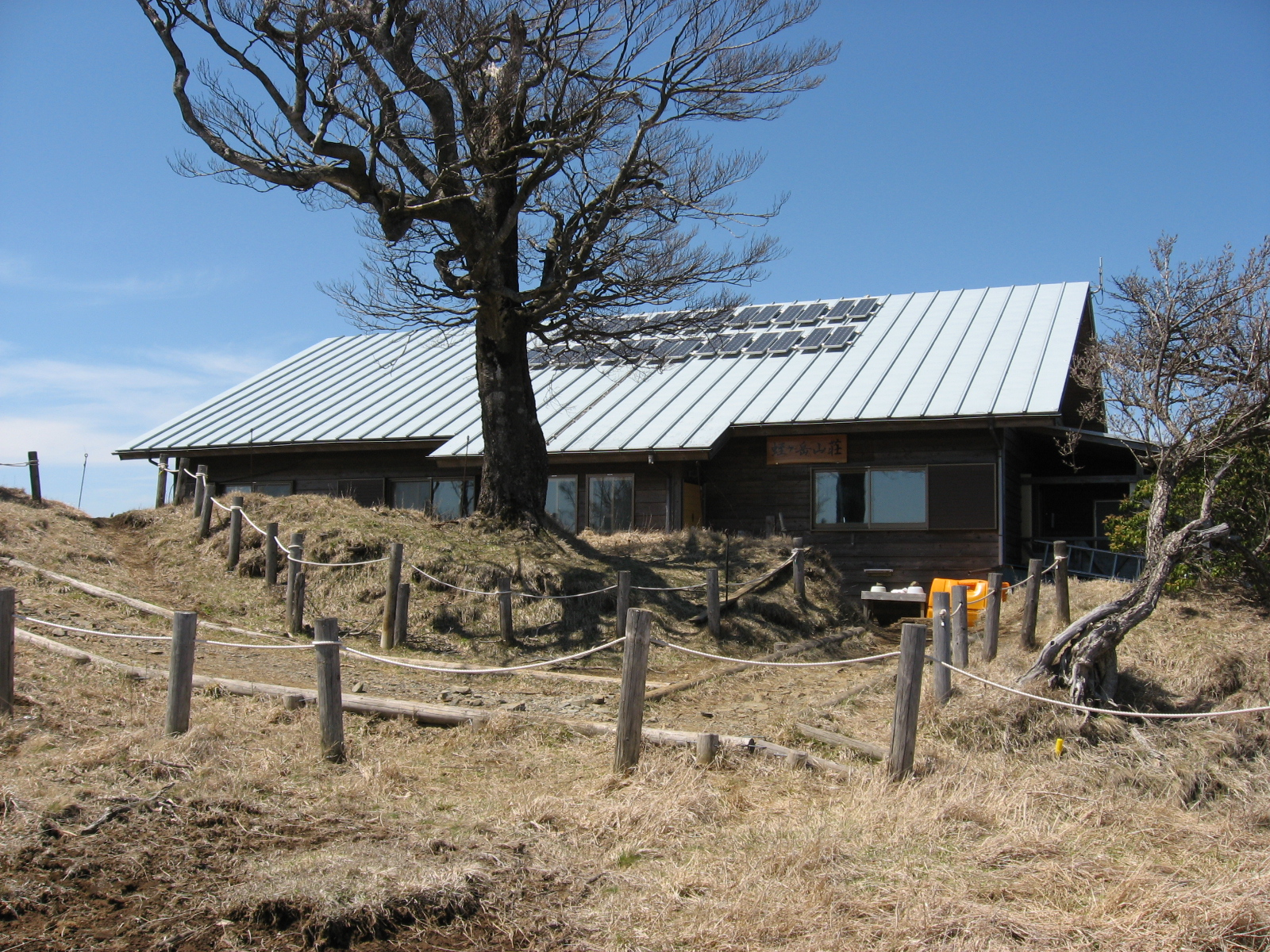
山荘外観
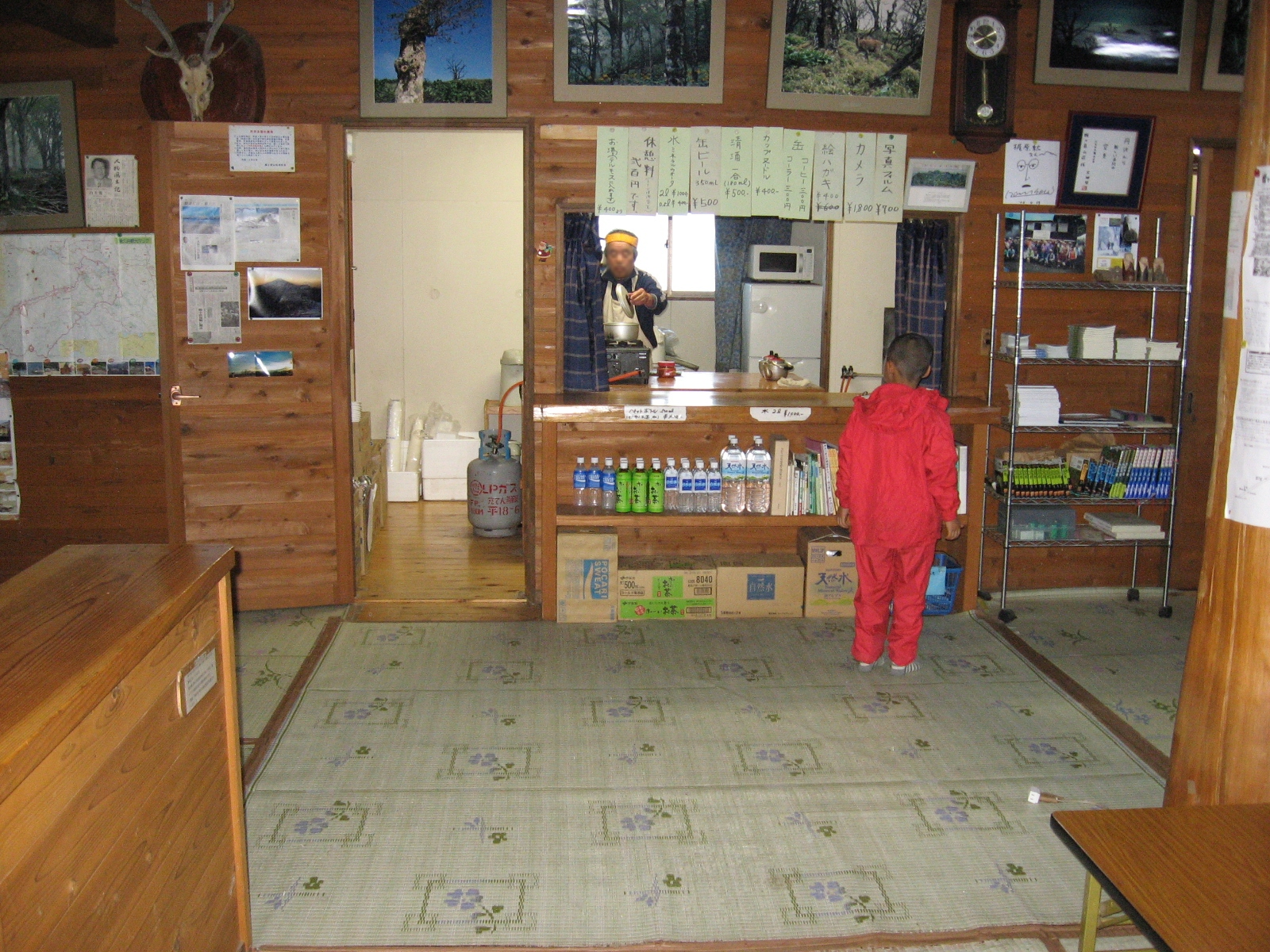
内部
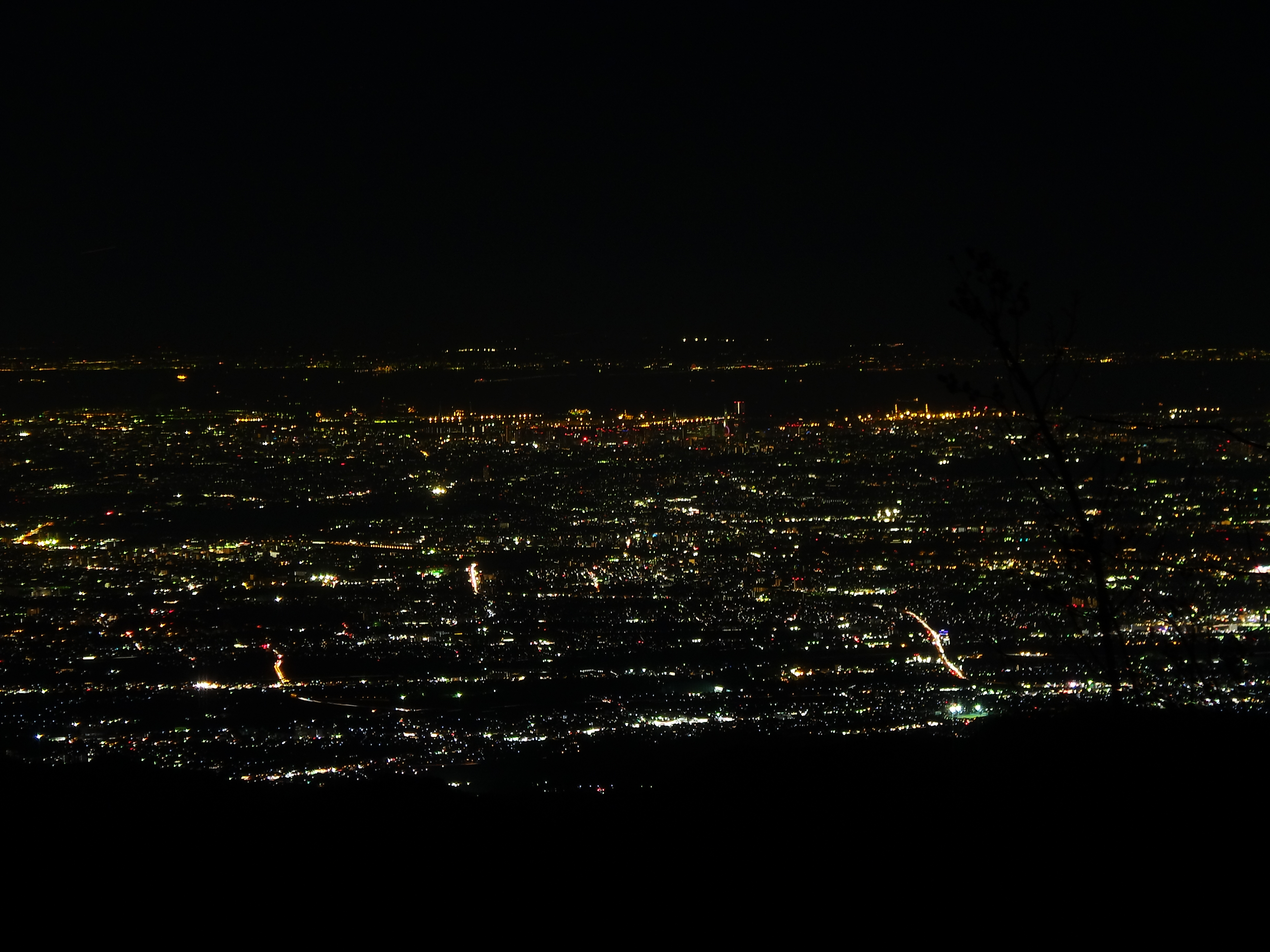
蛭ヶ岳山荘前から夜景（横浜方面）
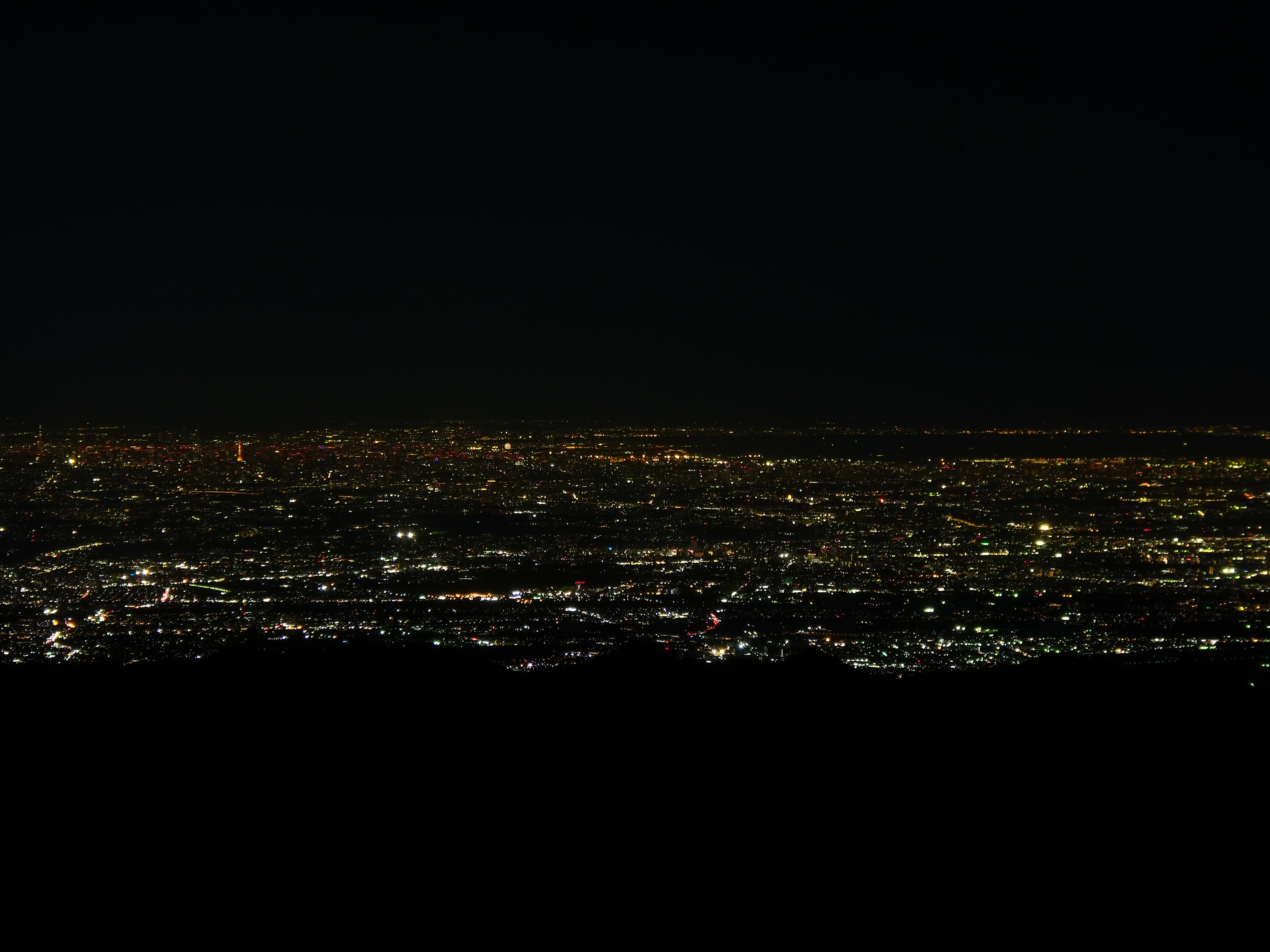
蛭ヶ岳山荘前から夜景（東京方面）

### 周辺の山小屋
蛭ヶ岳山荘以外にも蛭ヶ岳周辺の稜線上には複数の山小屋が点在する。
| 画像 | 名称         | 位置           | 蛭ヶ岳からの 直線距離 (km) | 方角   | 備考                 |
| ---- | ------------ | -------------- | -------------------------- | ------ | -------------------- |
|      | みやま山荘   | 丹沢山山頂     | 2.5                        | 南東   | 有人小屋・通年営業   |
|      | 尊仏山荘     | 塔ノ岳山頂     | 4.2                        | 南南東 | 有人小屋・通年営業   |
|      | 青ヶ岳山荘   | 檜洞丸山頂東側 | 3.3                        | 西南西 | 有人小屋             |
|      | 黍殻避難小屋 | 黍殻山付近     | 3.9                        | 北     | 無人小屋・トイレあり |

## 周辺の山

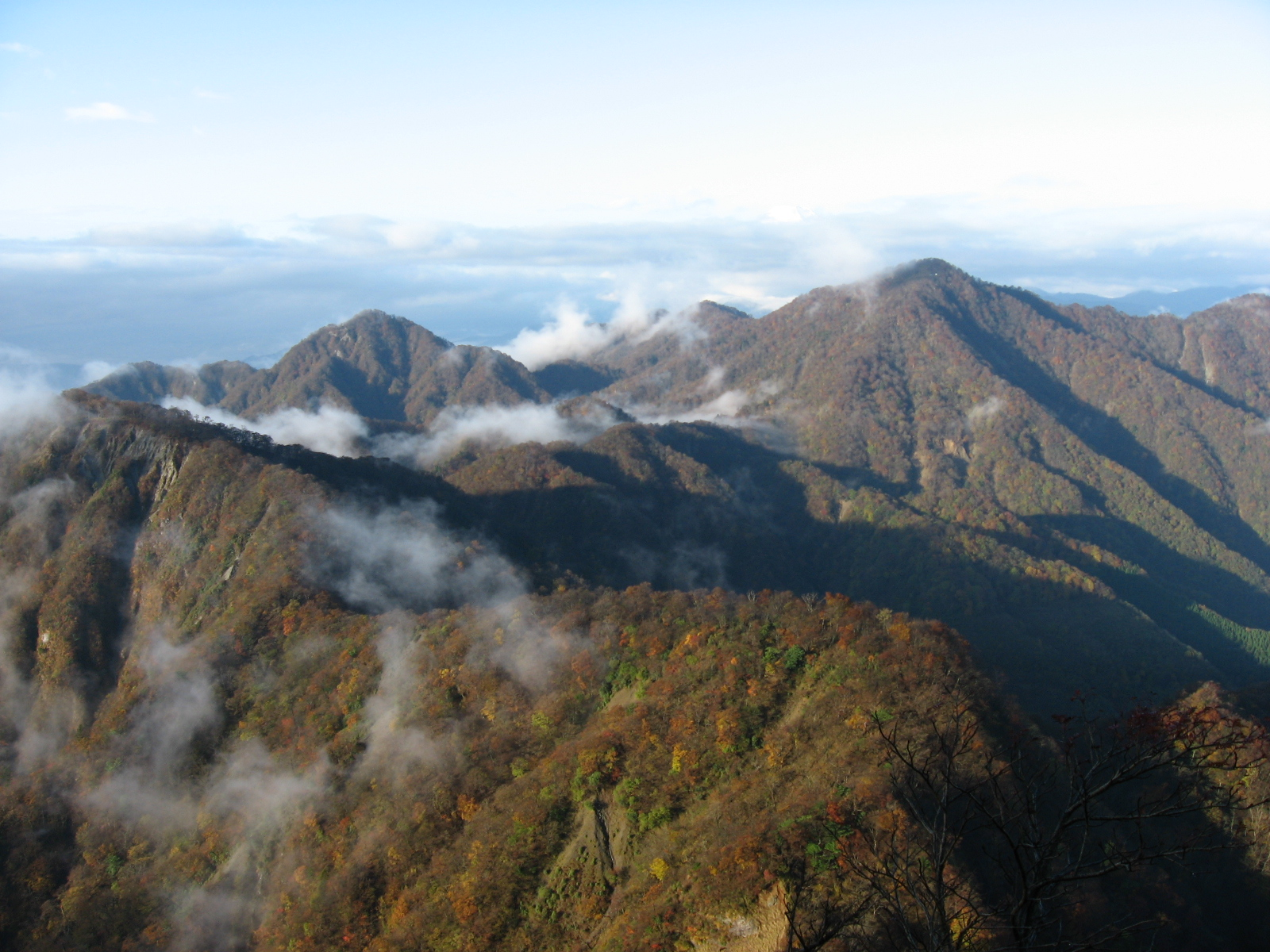
蛭ヶ岳より西側（丹沢主稜）の山々

### 隣接する山
蛭ヶ岳の山頂からは西・南東・北の3方向に尾根が伸びている。西側に伸びる尾根は丹沢主稜、南北に伸びる尾根は丹沢主脈と呼ばれる。
| 山容 | 名称         | 標高 (m) | 蛭ヶ岳からの 直線距離 (km) | 方角   | 備考               |
| ---- | ------------ | -------- | -------------------------- | ------ | ------------------ |
|      | 檜洞丸       | 1,601    | 3.4                        | 西南西 |                    |
|      | 臼ヶ岳       | 1,460    | 1.6                        | 南西   |                    |
|      | ミカゲ沢ノ頭 | 1,421    | 0.8                        | 西南西 |                    |
|      | 蛭ヶ岳       | 1,673    | 0                          |        | 丹沢山地最高峰     |
|      | 鬼ヶ岩ノ頭   | 1,608    | 0.8                        | 東南東 |                    |
|      | 不動ノ峰     | 1,614    | 1.6                        | 南東   |                    |
|      | 丹沢山       | 1,567    | 2.6                        | 南東   | 日本百名山         |
|      | 塔ノ岳       | 1,491    | 4.2                        | 南南東 |                    |
|      | 姫次         | 1,433    | 2.8                        | 北     | 東海自然歩道最高点 |
|      | 袖平山       | 1,432    | 2.9                        | 北北西 |                    |
|      | 黍殻山       | 1,273    | 4.5                        | 北     |                    |

### 近隣の山
北側に秩父山地、西側に富士・御坂山地、南側に箱根山地の山々が位置する。
| 山容 | 名称           | 山系                   | 標高 (m) | 蛭ヶ岳からの 直線距離 (km) | 方角   | 備考                     |
| ---- | -------------- | ---------------------- | -------- | -------------------------- | ------ | ------------------------ |
|      | 大山           | 丹沢山地               | 1,252    | 9.7                        | 東南東 |                          |
|      | 高尾山         | 秩父山地               | 600      | 18.0                       | 北北東 |                          |
|      | 大岳山         | 秩父山地（奥多摩）     | 1,267    | 30.9                       | 北     |                          |
|      | 雲取山         | 秩父山地（奥秩父）     | 2,017    | 46.5                       | 北北西 | 東京都最高峰、日本百名山 |
|      | 大菩薩嶺       | 秩父山地（大菩薩連嶺） | 2,057    | 39.3                       | 北西   | 日本百名山               |
|      | 三ツ峠山       | 御坂山地               | 1,785    | 30.7                       | 西北西 |                          |
|      | 富士山         | 独立峰                 | 3,776    | 39.8                       | 西南西 | 日本最高峰、日本百名山   |
|      | 神山（箱根山） | 箱根山地               | 1,438    | 30.3                       | 南南西 |                          |
|      | 三原山（大島） | 伊豆諸島               | 758      | 86.3                       | 南南東 |                          |

## ギャラリー

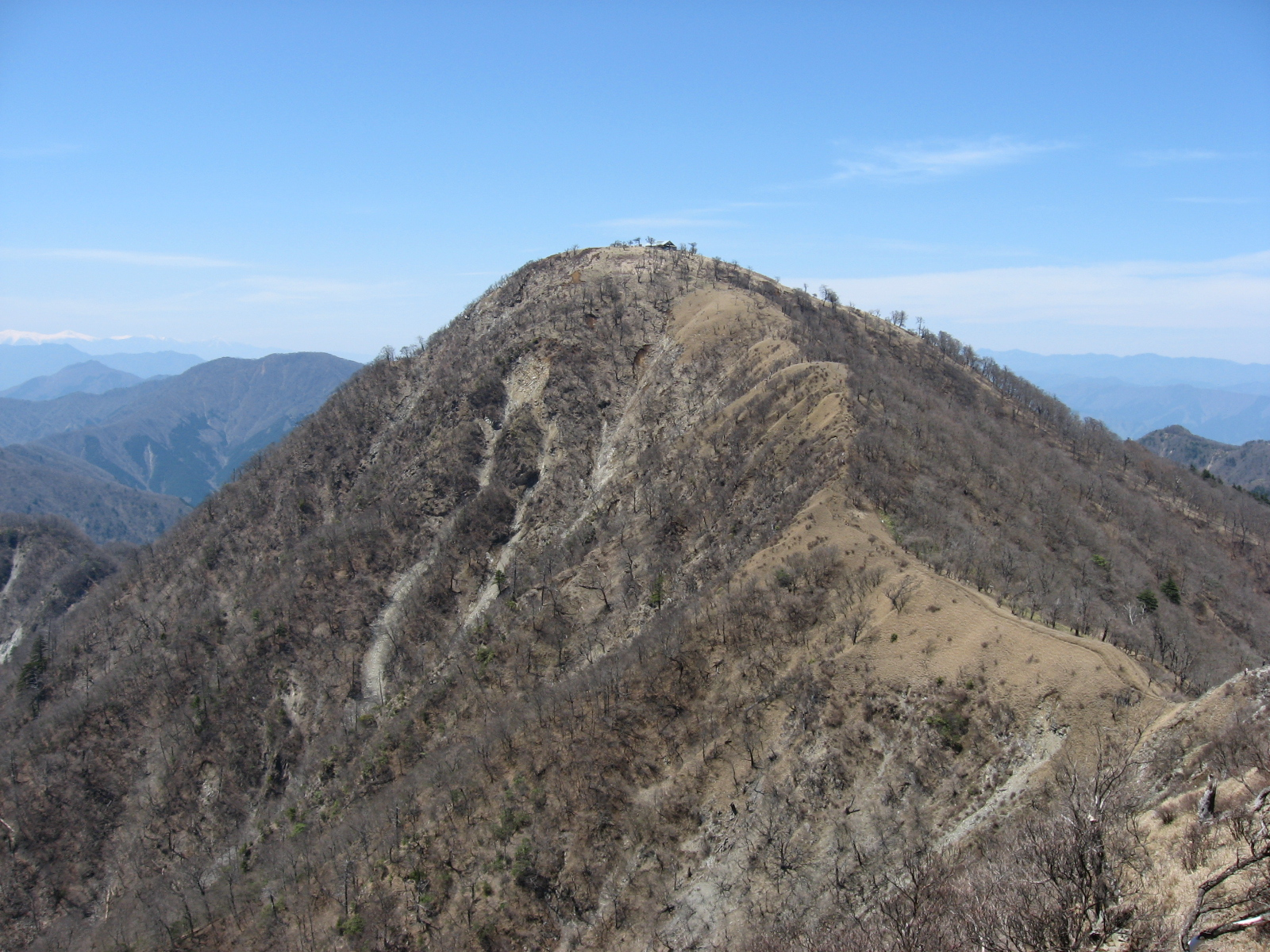
鬼ヶ岩ノ頭より見た蛭ヶ岳（2007年4月）
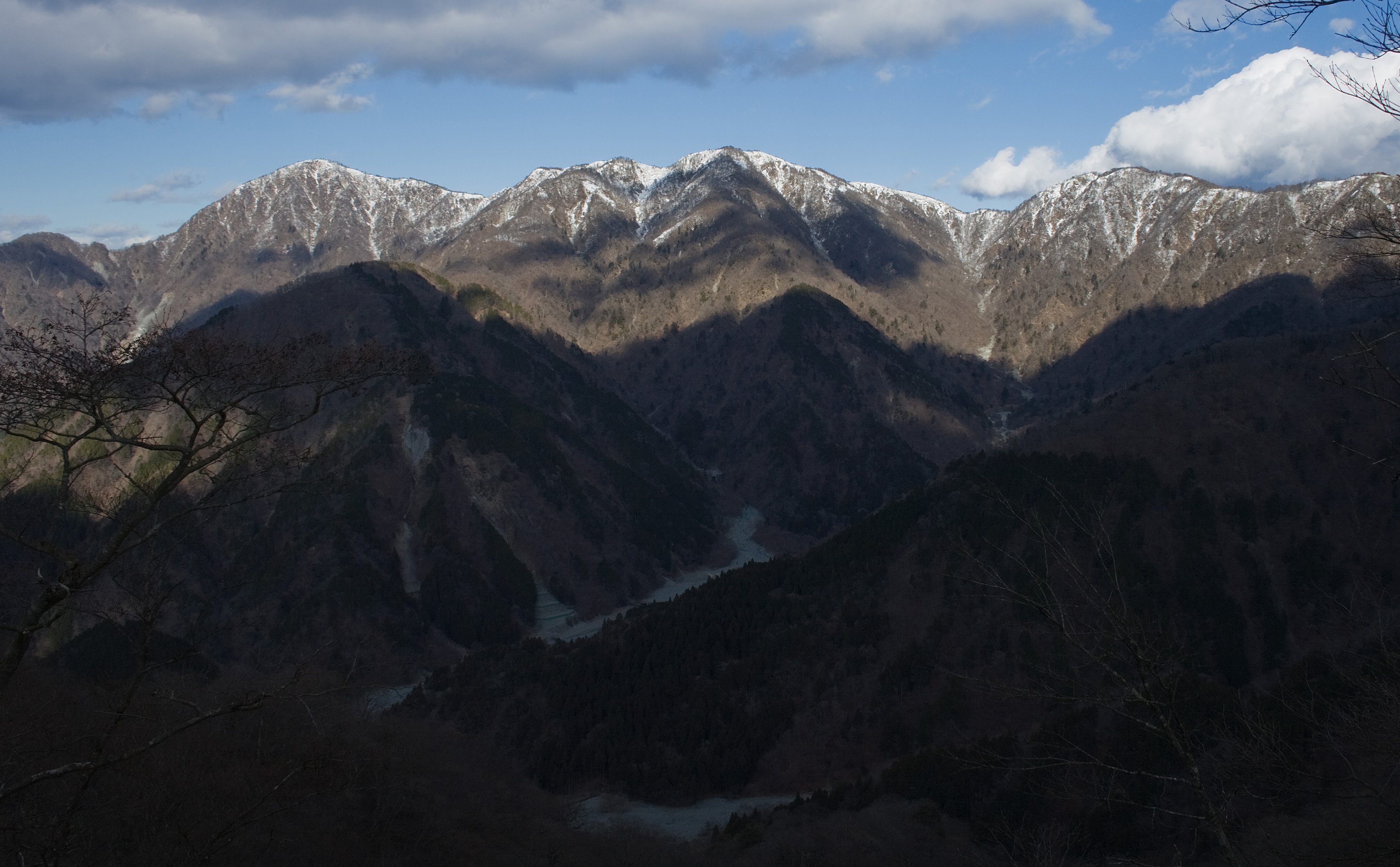
鍋割山より蛭ヶ岳周辺の山々（左端が蛭ヶ岳・2007年12月）
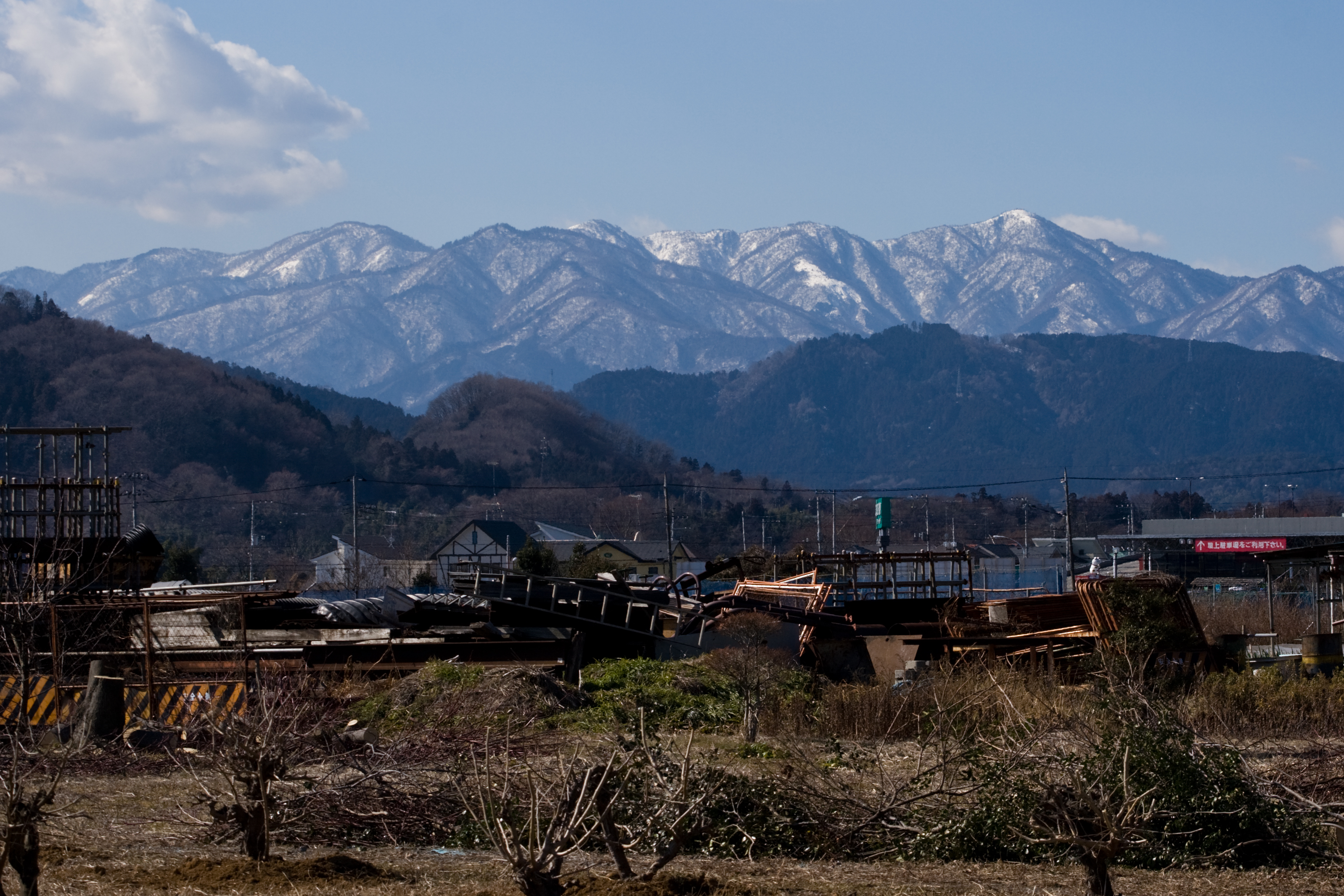
相模原市より蛭ヶ岳周辺の山々（右端が蛭ヶ岳・2008年2月）
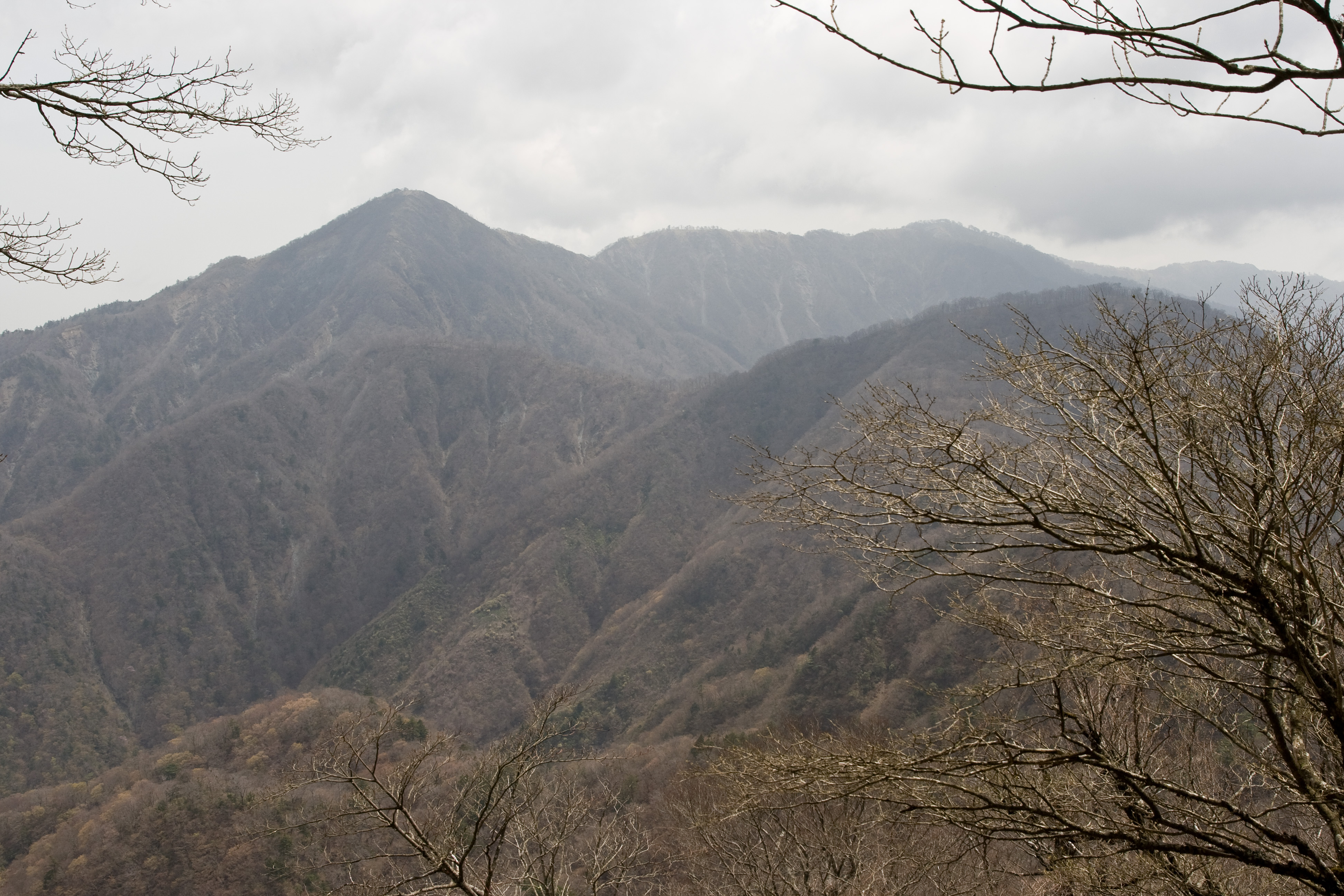
檜洞丸より蛭ヶ岳周辺の山々（左側が蛭ヶ岳・2011年5月）
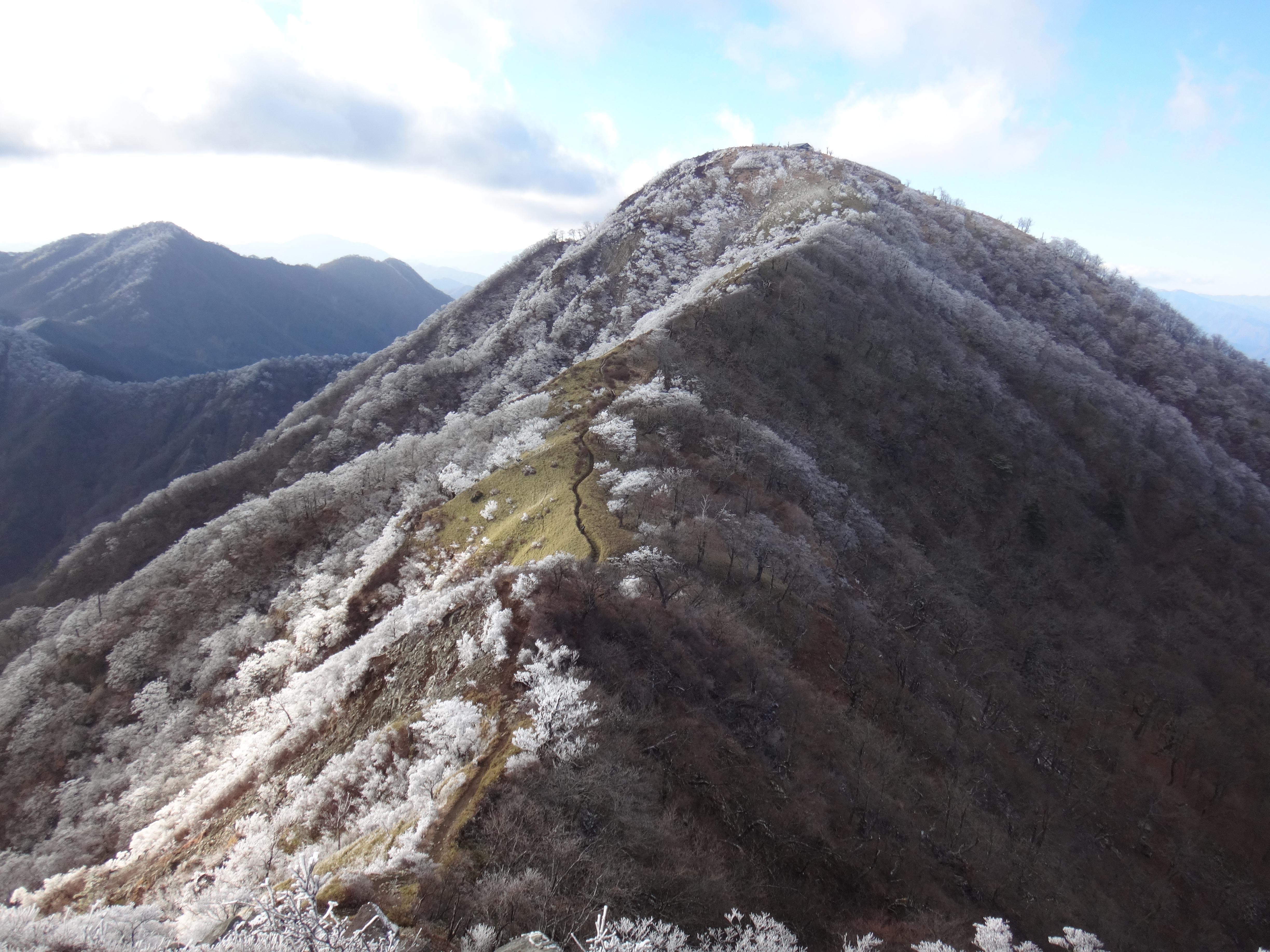
鬼ヶ岩ノ頭より霧氷の蛭ヶ岳（2015年12月）